# Кадерчай
Кадерчай (в верховье Гадар, перс. گادر‎) — река в провинции Западный Азербайджан, Иран.
Берёт начало на западном склоне горы Улугдаг хребта Загрос восточнее слияния границ трёх государств Ирана, Турции и Ирака. В верховье река называется Гадар. Высота устья — более 2000 метров над уровнем моря.
Протекает преимущественно на юго-восток, после города Негеде почти строго на восток и резко уходит на север. На реке сооружено несколько небольших плотин. Кадерчай впадает в болота на южной окраине озера Урмия на высоте около 1300 метров над уровнем моря.
В долине реки находятся археологические памятники Хасанлу и Хаджи-Фируз